# Прапор Роздільнянського району
Пра́пор Роздільня́нського райо́ну — офіційний символ Роздільнянського району Одеської області. Був затверджений 15 червня 2012 року рішенням № 330-VI сесії Роздільнянської районної ради. Авторами проєкту є Джунь Володимир Миколайович та Маскевич Олег Іванович.

## Опис
Прапор являє собою прямокутне полотнище зі співвідношенням ширини до довжини 2:3, яке складається з трьох вертикальних смуг — синьої, зеленої та синьої (співвідношення їхніх сторін дорівнює 2:3:2). У центрі зеленої смуги розташовано жовтий сніп із двадцяти колосків, перев'язаних червоною стрічкою, під яким жовте гроно винограду із листям та лозою.

## Символіка
Прапор несе в собі наступну символіку:
- Сніп — це емблема родючості, землеробства та животворної сили.
- Двадцять колосків є символом єдності сільських, селищної, міської рад району, а також добробуту та достатку, основою яких є праця на землі.
- Виноград вказує на поширення виноградарства у районі.
- Золотий колір є символом багатства, благородства й достатку.
- Зелений колір означає родючість і процвітання сільського господарства.
- Лазуровий колір доповнює символіку неба та води, красу та велич двох найбільших водойм району (Хаджибейського лиману та Кучурганського водосховища), а також відображає прагнення до краси, миру та єдності.